# نادي المقاولون العرب موسم 2016–17
موسم 2016–2017 هو الموسم الـ 36 لفريق المقاولون العرب في الدوري المصري الممتاز والموسم الـ 12 على التوالي في دوري الدرجة الأولى لكرة القدم المصرية منذ عودته للدوري مرة أخرى في موسم 2004–2005. وشارك الفريق في الدوري المصري الممتاز ، ولكنه خرج كأس مصر في دور الـ 32 أمام فريق حرس الحدود.

## الترتيب
| م  | الفريق            | لعب | ف  | ت  | خ  | أ.له | أ.ع | أ.ف | نقاط | التأهل أو الهبوط                      |
| -- | ----------------- | --- | -- | -- | -- | ---- | --- | --- | ---- | ------------------------------------- |
| 1  | الأهلي (C, Q)     | 34  | 25 | 9  | 0  | 62   | 14  | +48 | 84   | يتأهل إلى دوري أبطال أفريقيا          |
| 2  | مصر المقاصة (Q)   | 34  | 23 | 5  | 6  | 65   | 34  | +31 | 74   | يتأهل إلى دوري أبطال أفريقيا          |
| 3  | الزمالك (Q)       | 34  | 20 | 6  | 8  | 42   | 24  | +18 | 66   | يتأهل إلى كأس الاتحاد الأفريقي        |
| 4  | المصري (Q)        | 34  | 19 | 5  | 10 | 51   | 36  | +15 | 62   | يتأهل إلى كأس الاتحاد الأفريقي        |
| 5  | سموحة             | 34  | 15 | 12 | 7  | 49   | 40  | +9  | 57   |                                       |
| 6  | الإسماعيلي        | 34  | 12 | 18 | 4  | 48   | 28  | +20 | 54   |                                       |
| 7  | طلائع الجيش       | 34  | 11 | 12 | 11 | 38   | 43  | −5  | 45   |                                       |
| 8  | الاتحاد السكندري  | 34  | 12 | 8  | 14 | 34   | 36  | −2  | 44   |                                       |
| 9  | المقاولون العرب   | 34  | 11 | 11 | 12 | 34   | 39  | −5  | 44   |                                       |
| 10 | إنبي              | 34  | 9  | 16 | 9  | 45   | 38  | +7  | 43   |                                       |
| 11 | بتروجيت           | 34  | 10 | 13 | 11 | 24   | 26  | −2  | 43   |                                       |
| 12 | وادي دجلة         | 34  | 9  | 11 | 14 | 35   | 38  | −3  | 38   |                                       |
| 13 | الإنتاج الحربي    | 34  | 7  | 12 | 15 | 32   | 40  | −8  | 33   |                                       |
| 14 | طنطا              | 34  | 7  | 10 | 17 | 21   | 39  | −18 | 31   |                                       |
| 15 | الداخلية          | 34  | 7  | 10 | 17 | 31   | 52  | −21 | 31   |                                       |
| 16 | أسوان (R)         | 34  | 6  | 11 | 17 | 28   | 49  | −21 | 29   | يهبط إلى الدوري المصري الدرجة الثانية |
| 17 | النصر للتعدين (R) | 34  | 7  | 5  | 22 | 27   | 66  | −39 | 26   | يهبط إلى الدوري المصري الدرجة الثانية |
| 18 | الشرقية (R)       | 34  | 5  | 8  | 21 | 24   | 48  | −24 | 23   | يهبط إلى الدوري المصري الدرجة الثانية |

### النتائج

#### المباريات
| 17 سبتمبر 2016 1 | الاتحاد السكندري                                                                           | 3–1   | المقاولون العرب         | استاد الجيش ببرج العرب                                                                 |
| 15:00            | كابونجو كاسونجو 24' (بالقدم اليمنى) · محمد عادل 63' (ضربة حرة) · أحمد الشيخ 79' (ضربة حرة) | تقرير | أحمد علي 47' (ضربة رأس) | الحكم: محمد عادل الحكام المساعدون: شريف التباع، يوسف البساطي الحكم الرابع: رمضان محمود |

| 22 سبتمبر 2016 2 | المقاولون العرب     | 0–2   | الأهلي                                                    | استاد المقاولون العرب                                                                     |
| 20:00            | محمد شعبان 59'، 77' | تقرير | محمد نجيب 18' (ضربة رأس) · عبد الله السعيد 68' (ضربة رأس) | الحكم: محمود البنا الحكام المساعدون: سمير جمال، هاني العراقي الحكم الرابع: أشرف أبو النور |

| 30 سبتمبر 2016 3 | الإنتاج الحربي | 0–2   | المقاولون العرب                                                | استاد السلام                                                                      |
| 21:00            |                | تقرير | محمد ناجي 54' (بالقدم اليسرى) · محمد فاروق 70' (بالقدم اليمنى) | الحكم: أمين عمر الحكام المساعدون: أشرف مهران، أحمد أبوزيد الحكم الرابع: مجدي خاطر |

| 13 أكتوبر 2016 4 | المقاولون العرب | 0–1   | طلائع الجيش                  | استاد المقاولون العرب                                                                   |
| 14:45            |                 | تقرير | محمد رزق 37' (بالقدم اليمنى) | الحكم: جهاد جريشة الحكام المساعدون: ضياء السكران، شريف عبد الله الحكم الرابع: محمد صابر |

| 21 أكتوبر 2016 5 | النصر للتعدين | 0–2   | المقاولون العرب                                  | استاد أسوان                                                                        |
| 20:15            |               | تقرير | محمد فاروق 7' (ركلة.) · محمد ناجي 87' (ضربة رأس) | الحكم: أحمد السيد الحكام المساعدون: أحمد ساهر، علي الوكيل الحكم الرابع: محمود رشدي |

| 26 أكتوبر 2016 6 | المقاولون العرب                                       | 2–1   | الشرقية                             | استاد المقاولون العرب                                                                     |
| 17:30            | أحمد علي 23' (بالقدم اليمنى) · محمد فاروق 39' (ركلة.) | تقرير | محمد عبد الحميد 17' (بالقدم اليمنى) | الحكم: أسامة العارف الحكام المساعدون: عادل ماهر، رمضان هنداوي الحكم الرابع: حسن السندبيسي |

| 30 أكتوبر 2016 7 | مصر للمقاصة                                   | 2–0   | المقاولون العرب | استاد الفيوم                                                                            |
| 17:00            | أحمد الشيخ 7' (ضربة رأس)، 79' (بالقدم اليسرى) | تقرير | أحمد علي 45+1'  | الحكم: مبروك نبيل الحكام المساعدون: أحمد مصطفى، أحمد مختار الحكم الرابع: أحمد صالح روبش |

| 3 نوفمبر 2016 8 | المقاولون العرب      | 1–1   | سموحة                  | استاد المقاولون العرب                                                               |
| 19:30           | محمد فضل 71' (ركلة.) | تقرير | حسام سلامة 79' (ركلة.) | الحكم: محمد أبو خاطر الحكام المساعدون: أحمد حلمي، مدحت عودة الحكم الرابع: عاطف حسين |

| 17 نوفمبر 2016 9 | إنبي                      | 1–2   | المقاولون العرب                                               | استاد بتروسبورت                                                                      |
| 14:45            | عمرو الحلواني 10' (ركلة.) | تقرير | محمد فاروق 14' (بالقدم اليسرى) · محمد فضل 19' (بالقدم اليمنى) | الحكم: محمود بسيوني الحكام المساعدون: محمود كثير، سامح مصطفى الحكم الرابع: عمرو سامي |

| 22 نوفمبر 2016 10 | المقاولون العرب              | 1–2   | المصري                                                         | استاد الجيش ببرج العرب                                                              |
| 17:00             | محمد فضل 16' (بالقدم اليمنى) | تقرير | سعيد مراد 11' (بالقدم اليمنى) · أحمد أيمن منصور 53' (ضربة رأس) | الحكم: عوض سعفان الحكام المساعدون: يوسف البساطي ، محمد السيد الحكم الرابع: سيد حودة |

| 26 نوفمبر 2016 11 | الزمالك                                                                                           | 3–0   | المقاولون العرب | استاد بتروسبورت                                                                                 |
| 20:30             | ستانلي أوهاويتشي 19' (بالقدم اليمنى) · إبراهيم صلاح 76' (ضربة رأس) · شيكابالا 77' (بالقدم اليسرى) | تقرير |                 | الحكم: محمد الحنفي الحكام المساعدون: سمير جمال ، عبد الفتاح عريشة الحكم الرابع: أشرف عبد الواحد |

| 1 ديسمبر 2016 12 | المقاولون العرب                                                 | 2–2   | الإسماعيلي                                                       | استاد المقاولون العرب                                                                                    |
| 19:30            | محمد فضل 8' (بالقدم اليمنى) · أحمد علي كامل 61' (بالقدم اليمنى) | تقرير | محمد أبو المجد 4' (بالقدم اليسرى) · محمود المتولي 40' (ضربة رأس) | الحكم: سمير محمود عثمان الحكام المساعدون: إبراهيم عبد الوهاب ، حازم أبو الوفا الحكم الرابع: أحمد العزاوي |

| 5 ديسمبر 2016 13 | المقاولون العرب              | 1–0            | طنطا | استاد المقاولون العرب                                            |
| 14:45            | محمد فضل 26' (بالقدم اليمنى) | [ تقرير] تقرير |      | الحكم: هشام عبد الحميد الحكام المساعدون: حسن يوسف ، حسن عبد الله |

| 10 ديسمبر 2016 14 | وادي دجلة            | 1–2      | المقاولون العرب                                           | استاد القاهرة                                                                            |
| 19:30             | محمد سمير 84' (ه.ذ.) | [ تقرير] | أحمد الشيمي 71' (بالقدم اليمنى) · محمد ناجي 90+6' (ركلة.) | الحكم: نادر قمر الدولة الحكام المساعدون: وائل مصطفى ، أحمد شاهين الحكم الرابع: بدوي حسين |

| 14 ديسمبر 2016 15 | المقاولون العرب                                                    | 2–2      | الداخلية                                                              | استاد المقاولون العرب                                                               |
| 14:45             | عبد الرحمن خالد 1' (بالقدم اليمنى) · إسلام فؤاد 5' (بالقدم اليمنى) | [ تقرير] | إسلام عبد النعيم 29' (بالقدم اليسرى) · مصطفى محمد 87' (بالقدم اليمنى) | الحكم: أمين عمر الحكام المساعدون: مصطفى حسين ، هشام طلب الحكم الرابع: حسن السندبيسي |

| 19 ديسمبر 2016 16 | أسوان                        | 1–0      | المقاولون العرب | استاد أسوان                                                                           |
| 19:00             | محمد جبر 34' (بالقدم اليمنى) | [ تقرير] |                 | الحكم: محمد الصباحي الحكام المساعدون: سامي هلهل ، هيثم رمضان الحكم الرابع: طلعت السيد |

| 28 ديسمبر 2016 17 | المقاولون العرب            | 1–0      | بتروجيت | استاد المقاولون العرب                                                                              |
| 19:30             | رامي محمد عادل 81' (ركلة.) | [ تقرير] |         | الحكم: سمير محمود عثمان الحكام المساعدون: أحمد فوزي ، محمد صلاح عبد الفتاح الحكم الرابع: عاطف حسين |

| 13 فبراير 2017 18 | المقاولون العرب | 0–1      | الاتحاد السكندري               | استاد المقاولون العرب                                                                    |
| 19:30             |                 | [ تقرير] | كابونجو كاسونجو 68' (ضربة رأس) | الحكم: إبراهيم نور الدين الحكام المساعدون: سامي هلهل ، أحمد لطفي الحكم الرابع: أحمد مقبل |

| 19 فبراير 2017 19 | الأهلي                                                    | 2–0      | المقاولون العرب | استاد السلام                                                                                |
| 17:00             | عماد متعب 75' (ضربة رأس) · مؤمن زكريا 79' (بالقدم اليمنى) | [ تقرير] |                 | الحكم: محمد الحنفي الحكام المساعدون: محمود أبو الرجال ، سمير جمال الحكم الرابع: رمضان محمود |

| 25 فبراير 2017 20 | المقاولون العرب         | 1–0      | الإنتاج الحربي | استاد المقاولون العرب                                                                         |
| 17:00             | عمر جمال 45' (ركلة حرة) | [ تقرير] |                | الحكم: محمود عاشور الحكام المساعدون: أحمد سيد عبد الرازق ، كريم مهيا الحكم الرابع: ممدوح صلاح |

| 17 مارس 2017 21 | طلائع الجيش                                    | 1–1      | المقاولون العرب              | استاد جهاز الرياضة                                                                           |
| 20:00           | عاصم صلاح 90+5' (ركلة.) · فرانك ستيفن 27'، 50' | [ تقرير] | أحمد علي كامل 83' (ضربة رأس) | الحكم: نادر قمر الدولة الحكام المساعدون: يعاونه سامي هلهل ، صالح محمد الحكم الرابع: عباس حسن |

| 16 أبريل 2017 22                                       | المقاولون العرب                                                  | 2–1      | النصر للتعدين                         | استاد المقاولون العرب                                                                    |
| 17:00                                                  | عمر جمال 78' (بالقدم اليمنى) · أحمد علي كامل 83' (بالقدم اليسرى) | [ تقرير] | عبد العزيز إمام 90+5' (بالقدم اليمنى) | الحكم: مبروك نبيل الحكام المساعدون: وائل شعبان ، كارم محمود الحكم الرابع: خليفة عبد الله |
| ملاحظة: تم تعديل موعد المباراة من 26 مارس إلى 16 أبريل |                                                                  |          |                                       |                                                                                          |

| 31 مارس 2017 23                                       | الشرقية                         | 1–0      | المقاولون العرب | استاد بنها                                                                             |
| 15:30                                                 | يحيى تراوري 83' (بالقدم اليمنى) | [ تقرير] |                 | الحكم: محمد أبو خاطر الحكام المساعدون: محمود عامر ، محمد فاروق الحكم الرابع: محمد نهاد |
| ملاحظة: تم تعديل موعد المباراة من 2 أبريل إلى 31 مارس |                                 |          |                 |                                                                                        |

| 9 أبريل 2017 24                                       | المقاولون العرب | 0–2      | مصر للمقاصة                                        | استاد المقاولون العرب                                                                   |
| 20:00                                                 |                 | [ تقرير] | أحمد الشيخ 45+1' (ركلة.) · حسين الشحات 79' (ركلة.) | الحكم: أمين عمر الحكام المساعدون: عادل أبوالفتوح ، مصطفى حسن الحكم الرابع: طارق إبراهيم |
| ملاحظة: تم تعديل موعد المباراة من 7 أبريل إلى 9 أبريل |                 |          |                                                    |                                                                                         |

| 23 أبريل 2017 25 | سموحة                                                                                  | 3–3      | المقاولون العرب                                                                   | استاد حرس الحدود                                                                                 |
| 15:45            | أحمد رؤوف 7' (بالقدم اليمنى) · أحمد نبيل 22' (بالقدم اليمنى) · أحمد حسن 60' (ركلة حرة) | [ تقرير] | محمد ناجي 15' (بالقدم اليمنى) · رامي عادل 86' (ركلة.) · أحمد علي 90+1' (ضربة رأس) | الحكم: صبري إبراهيم الحكام المساعدون: وائل مصطفى ، أحمد الكيال الحكم الرابع: محمد سعيد أبو المجد |

| 27 أبريل 2017 26 | المقاولون العرب | 0–0      | إنبي | استاد المقاولون العرب                                                              |
| 20:15            |                 | [ تقرير] |      | الحكم: محمد سلامة الحكام المساعدون: علي الوكيل ، أحمد بكر الحكم الرابع: عصام محمود |

| 3 مايو 2017 27 | المصري                  | 1–1      | المقاولون العرب                 | استاد الجيش ببرج العرب                                                                      |
| 21:00          | محمد ناجي 3' (ضربة رأس) | [ تقرير] | محمد الشامي 68' (بالقدم اليمنى) | الحكم: أحمد الغندور الحكام المساعدون: حازم أبو الوفا ، رجب محمد الحكم الرابع: حسن السندبيسي |

| 7 مايو 2017 28 | المقاولون العرب                | 1–2      | الزمالك                                                      | استاد بتروسبورت                                                                           |
| 21:00 | محمد فاروق 73' (بالقدم اليمنى) | [ تقرير] | أحمد رفعت 28' (ركلة.) · ستانلي أوهاويتشي 75' (بالقدم اليمنى) | الحكم: محمد معروف الحكام المساعدون: محمود أبو الرجال ، سامي هلهل الحكم الرابع: محمود ناجي |
| ملاحظة: تم تعديل ملعب المباراة من استاد المقاولون العرب إلى استاد السلام ثم إلى استاد بتروسبورت ؛ بناءً على اتفاق الناديين. |                                |          |                                                              |                                                                                           |

| 19 مايو 2017 29 | الإسماعيلي               | 1–1      | المقاولون العرب           | استاد الإسماعيلية                                                                              |
| 17:00           | كريم أحمد 57' (ضربة رأس) | [ تقرير] | كريم مصطفى 72' (ضربة رأس) | الحكم: إبراهيم نور الدين الحكام المساعدون: أيمن دجيش ، محمد فاروق الحكم الرابع: محمود الشرقاوي |

| 24 مايو 2017 30                                       | طنطا                              | 1–3      | المقاولون العرب                                                                   | نادي طنطا                                                                                    |
| 15:45                                                 | دينيس تيتيه 90+1' (بالقدم اليمنى) | [ تقرير] | أحمد علي 9' (بالقدم اليسرى)، 14' (بالقدم اليمنى) · محمد فاروق 86' (بالقدم اليمنى) | الحكم: سمير محمود عثمان الحكام المساعدون: ضياء السكران ، أحمد صلاح الحكم الرابع: محمد البدري |
| ملاحظة: تم تعديل موعد المباراة من 27 مايو إلى 24 مايو |                                   |          |                                                                                   |                                                                                              |

| 18 يونيو 2017 31 | المقاولون العرب                                    | 1–0      | وادي دجلة | استاد المقاولون العرب                                                                   |
| 22:00            | محمد فاروق 12' (بالقدم اليمنى) · أحمد علي 17'، 81' | [ تقرير] |           | الحكم: عمرو عايد الحكام المساعدون: هاني مطر ، مصطفى عبد العظيم الحكم الرابع: لطفي شعبان |

| 23 يونيو 2017 32                                        | الداخلية | 0–0      | المقاولون العرب | استاد كلية الشرطة                                                                      |
| 22:00                                                   |          | [ تقرير] |                 | الحكم: محمد الحنفي الحكام المساعدون: إكرامي سالم ، أحمد بكر الحكم الرابع: محمد إبراهيم |
| ملاحظة: تم تعديل موعد المباراة من 24 يونيو إلى 23 يونيو |          |          |                 |                                                                                        |

| 29 يونيو 2017 33 | المقاولون العرب                 | 1–1      | أسوان                            | استاد المقاولون العرب                                                                     |
| 16:30            | محمد ناجي 90+4' (بالقدم اليمنى) | [ تقرير] | إيهاب المصري 48' (بالقدم اليسرى) | الحكم: محمد فاروق الحكام المساعدون: محمد عبد المجيد ، هاني خيري الحكم الرابع: عزمي الصباح |

| 4 يوليو 2017 34                                       | بتروجيت | 0–0      | المقاولون العرب | استاد السويس الجديد                                                                  |
| 18:00                                                 |         | [ تقرير] |                 | الحكم: إكرامي علاء الحكام المساعدون: أسامة فؤاد ، محمود عثمان الحكم الرابع: محمد سعد |
| ملاحظة: تم تعديل موعد المباراة من 4 يوليو إلى 6 يوليو |         |          |                 |                                                                                      |

## كأس مصر 2016–17

### دور الـ 32
| 24 ديسمبر 2016 | المقاولون العرب                | 1–1 (ب.و.إ.) | حرس الحدود                  | استاد المقاولون العرب                                                                            |
| 15:00          | أحمد علي 90+2' (بالقدم اليسرى) |              | مصطفى جمال 90+6' (ضربة رأس) | الحكم: محمد قطب الأمشيطي الحكام المساعدون: محمد المصري ، محمود حسين الحكم الرابع: عبد الله عكاشة |